# Аусбау-парадигма
Аусбау-парадигма (парадигма Ausbausprache — Abstandsprache — Dachsprache) је универзалан приступ у социолингвистици који се користи у анализи разлике између сродних језичних варијетети. Приступ се може користити у три димензије — просторној, временској и социјалној.
Развили су је немачки социолингвисти 60-тих година прошлог века (Kloss 1967), а приступ су сви усвојили. Простор се користи за универзално разликовање језика и дијалекта:
1. Ausbausprache — идиом за комплетан или развијен језик, односно књижевни стандард или стандардизовани језик;
2. Abstandsprache — идиом за устаљени језик;
3. Dachsprache — идиом за преклапајући језик. [1]

Поређење и корелација истих у времену, простору и друштву између ова три критеријума представља крајњи резултат, одговор на питање — језик или дијалект је узус.